# القمصان الحمراء
القمصان الحمراء هي رواية خيال علمي من تأليف جون سكالزي نشرت لأول مرة في يونيو 2012،فاز الكتاب بجائزة هوغو لأفضل رواية لعام 2013.